# Football Club Pro Vercelli 1892
Il Football Club Pro Vercelli 1892, meglio noto come Pro Vercelli, è una società calcistica italiana con sede nella città di Vercelli. Milita in Serie C, la terza divisione del campionato italiano.
Fondata nel 1903 come sezione calcistica della Società Ginnastica Pro Vercelli, nata nel 1887 e affiliata alla Federazione Ginnastica d'Italia l'11 luglio 1892, è uno dei club più antichi d'Italia e anche uno dei più titolati, avendo vinto sette scudetti tra il 1908 e il 1922. Conta inoltre 6 partecipazioni alla Serie A a girone unico (tra il 1929 e il 1935) e 13 alla Serie B.
Tra le squadre italiane pluriscudettate, la Pro Vercelli è l'unico sodalizio espressione di una città non capoluogo di regione ed è stata l'unica rappresentante di una città non capoluogo di provincia (all'epoca delle vittorie Vercelli si trovava nella provincia di Novara). Lo scudetto conquistato nel 1908 la rende inoltre una delle due società calcistiche italiane (insieme alla Novese) vincitrice di un titolo nazionale in qualità di neopromossa in massima divisione.
La società ha conosciuto diverse rifondazioni, da ultimo nel 2010, allorché il sodalizio concittadino Associazione Sportiva Pro Belvedere Vercelli ha ottenuto in concessione il marchio storico e si è dichiarato prosecutore de facto della tradizione sportiva della disciolta Unione Sportiva Pro Vercelli.
Vanta la 61ª miglior tradizione sportiva in Italia.

## Storia

### Le origini

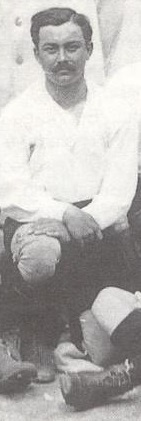
Carlo Rampini, talentuoso attaccante che vinse cinque scudetti con la Pro Vercelli.

La Società Ginnastica Pro Vercelli nacque nel 1887 e si affiliò alla Federazione Ginnastica d'Italia l'11 luglio 1892.
Nel 1902, Marcello Bertinetti fece una mossa audace introducendo una sezione calcistica. Indossando maglie candide, accoppiate con calzoncini neri, creò un'iconica divisa che avrebbe lasciato il mondo del calcio senza fiato. Questi giocatori divennero noti come le "Bianche Casacche," un soprannome che incantò gli appassionati. Persino squadre come lo Spezia cedettero alla tentazione, adottando lo stesso stile per i loro uniformi. Anche la Nazionale, desiderosa di sfoggiare un look di classe, indossò il bianco nelle prime due partite, quando i campioni in carica (nel 1908-1909) furono squalificati.
L'avvocato penalista Luigi Bozino dominò il club, emergendo come una figura di dirigente all'avanguardia nel panorama calcistico italiano. La sua leadership durò per tre decenni, praticamente fino alla sua fine. Nel 1906, la Pro Vercelli si unì alla Federazione Italiana Football (oggi Federazione Italiana Giuoco Calcio), debuttando nel difficile campionato di Seconda Categoria, dove persero la finale contro la seconda squadra della Juventus di Torino.

### L'approdo in massima divisione e i primi scudetti
Nonostante l'esordio non favorevole, già l'anno successivo il piccolo club mostrò grandi progressi, riuscendo a vincere il campionato di Seconda Categoria e ottenendo il diritto di partecipare alla massima divisione dell'epoca (insieme al Campionato Federale di Prima Categoria 1908, poi disconosciuto dalla FIGC).
Al debutto in massima divisione la squadra piemontese seppe imporsi e riuscì nell'impresa di vincere immediatamente il campionato italiano, battendo nelle eliminatorie regionali la Juventus e superando in finale, in un triangolare, la U.S. Milanese e i genovesi dell'Andrea Doria. Il 2 maggio 1908, espugnando il campo dell'U.S. Milanese (diretta contendente per il titolo) i bianchi si aggiudicarono matematicamente il primo, storico titolo e la Coppa Romolo Buni a esso abbinata. A favorire l'impresa contribuì almeno in parte la decisione della federazione di escludere dal campionato nazionale i giocatori stranieri, che furono dirottati a giocare una competizione parallela a quella italiana, detta federale, sempre organizzata dalla FIF ma successivamente delegittimata. Nel frattempo la prima squadra vinse anche il Campionato Federale di Seconda Categoria 1908, che tuttavia non sarà disconosciuto in quanto meno rilevante.

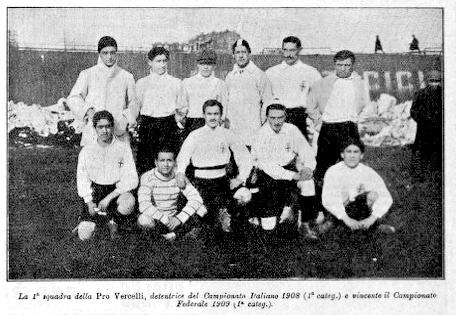
La rosa della Pro Vercelli campione d'Italia (Campionato Federale) 1909.

Nel 1909 la Pro Vercelli si confermò campione d'Italia, sconfiggendo nell'ordine il Torino, il blasonato Genoa e, infine, nella doppia finale, l'U.S. Milanese e vincendo così il Campionato Federale di Prima Categoria; la squadra vercellese poté così annoverare nel suo palmarès la Coppa Zaccaria Oberti abbinata alla vittoria del campionato. Nel parallelo "Campionato italiano" di Prima Categoria, che metteva in palio la Coppa Romolo Buni diede invece forfait nelle eliminatorie piemontesi contro la Juventus, la quale sarà poi vincitrice. A posteriori, però, sarà il campionato vinto dai vercellesi ad essere riconosciuto come valido per il titolo di "Campione d'Italia", mentre il titolo juventino verrà disconosciuto in quanto boicottato dai club "spuri internazionali". Tra gli artefici di questi importanti successi, i centrocampisti Ara e Leone e il giovane attaccante Rampini, classe 1891; pochi anni dopo i tre vennero convocati per le prime gare della Nazionale maggiore.

### Il caso del 1910, i tre scudetti consecutivi e la rivalità con il Casale
Nella stagione 1909-1910, campionato in cui si sperimentò per la prima volta un girone unico all'italiana, una Pro Vercelli che sembrava destinata a festeggiare la vittoria dello scudetto per la terza volta consecutiva, trovò una tenace rivale nell'Inter, neonata squadra milanese che chiuse al primo posto in classifica il torneo a pari merito con i bianchi, rendendo necessaria la disputa di uno spareggio per assegnare il titolo.
Dopo aver ottenuto un primo rinvio a causa di un'amichevole (peraltro nemmeno disputata), i vercellesi chiesero nuovamente di rinviare la sfida-scudetto, in quanto tre dei loro migliori giocatori erano impegnati in un torneo militare. L'Inter, tuttavia, si oppose, con la motivazione che un eventuale rinvio avrebbe fatto coincidere la partita con le proprie amichevoli. La Federazione, allora, essendo impegnata nell'organizzazione dei primi incontri della Nazionale, e ritenendo che la richiesta della Pro di posticipare lo spareggio-scudetto fosse una tattica per guadagnare tempo e recuperare i propri giocatori infortunati (vista la mancata partecipazione alla prima amichevole), non concesse la proroga.
Il presidente Bozino rispose schierando, il 24 aprile, i giovanissimi ragazzi della quarta squadra, squadra composta da ragazzi di undici anni, che persero 10-3 una partita già scritta. Per questo episodio e per la singolare protesta, tutti i membri della società piemontese furono multati dalla F.I.G.C. per condotta antisportiva. I vercellesi si dovettero accontentare del titolo minore (e poi rimosso dagli albi d'oro federali) di "Campione Italiano", che, secondo il regolamento dei campionati 1909-1910, sarebbe spettato alla migliore classificata tra le squadre "pure italiane" (prive cioè di stranieri), mentre l'Inter vinse il titolo ben più importante di "Campione Federale" in quanto prima assoluta.

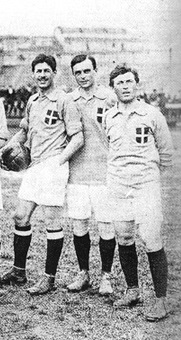
Giuseppe Milano, Guido Ara e Pietro Leone, i tre componenti della mediana vercellese, con la maglia della Nazionale.

Nonostante l'amarezza per il secondo posto, i bianchi seppero rifarsi nei tre anni successivi, quando conquistarono altri tre titoli consecutivi (1910-1911, 1911-1912, 1912-1913), sconfiggendo nelle finali rispettivamente il Vicenza, il Venezia e la Lazio e finendo per insidiare il primato del Genoa nell'albo d'oro. Inoltre, a Torino, il 1º maggio 1913, nell'amichevole Italia-Belgio (1-0) nove giocatori della Pro Vercelli furono schierati tra i titolari.
Nel campionato 1913-1914 la Pro Vercelli campione in carica mancò clamorosamente, per un punto, l'accesso alla fase finale del torneo, sopraffatta dal Genoa e dall'emergente Casale, la cui storia è direttamente legata ai successi dei bianchi di quegli anni. Raffaele Jaffe, presidente della giovane società monferrina, guardava ai trionfi vercellesi con risentimento, principalmente per motivi di campanilismo: per questa ragione si era posto l'obiettivo d'insidiare i primati della Pro. Scelse per le divise della sua squadra il nero, in antitesi con le Bianche Casacche, e in pochi anni seppe allestire una potente squadra che, proprio in quell'anno, riuscì a strappare il campionato ai vercellesi. La rivalità tra i due club non sarebbe mai venuta meno, anche dopo la nascita e la crescita di altre importanti realtà sportiva nella zona del Piemonte Orientale, come Alessandria e Novara, che andarono a completare il cosiddetto quadrilatero piemontese che tanti talentuosi giocatori plasmò nel periodo tra le due guerre mondiali. Il passo falso di quell'anno segnò anche la stagione successiva e la Coppa Federale del 1916, disputata dopo lo scoppio della guerra, quando fu nuovamente il Casale a estromettere i bianchi dalla competizione.

### Il primo dopoguerra: gli ultimi scudetti e i primi patemi

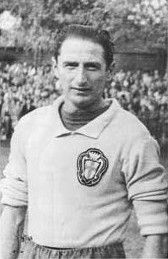
Silvio Piola con la maglia della Pro Vercelli.

Dopo la conclusione della Prima Guerra Mondiale, la Pro Vercelli mantenne la sua posizione di rilievo tra i club italiani, contribuendo a lanciare il talentuoso Virginio Rosetta, difensore chiave della Juventus durante il "Quinquennio d'Oro". Rosetta si distinse anche vincendo la medaglia di bronzo alle Olimpiadi di Amsterdam e diventando campione del mondo a Roma nel 1934. Nel 1920-1921, la Pro Vercelli vinse il sesto titolo di campione d'Italia, sconfiggendo il Pisa 2-1 nella decisiva "finalissima".

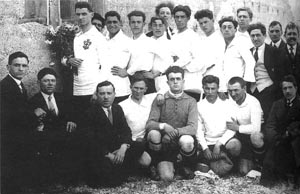
La Pro Vercelli nel 1921.

Tuttavia, il 1922 fu segnato da una scissione all'interno della Federazione calcistica italiana a causa delle proteste dei club minori che si sentivano trascurati. Nonostante ciò, la Pro Vercelli riuscì a conquistare il settimo scudetto, vincendo il Campionato C.C.I. Le vittorie decisive si registrarono durante la finale di Lega a Genova il 14 maggio 1922 e nella doppia finale nazionale contro la Fortitudo Pro Roma. Durante il suo periodo di massima popolarità, la Pro Vercelli fu invitata in Brasile per una serie di partite amichevoli e fu l'unica squadra a non subire sconfitte durante la tournée italiana del Liverpool.
Nel 1922, il titolo si rivelò essere l'apice finale per la celebre squadra della Pro Vercelli. Tuttavia, la crescente forza delle squadre di Torino e Milano, insieme al Bologna Football Club, combinata all'adozione del professionismo, portò a un graduale declino della loro influenza nel panorama calcistico italiano. L'uscita di Virginio Rosetta dalla Juventus nel 1923, motivata da un'offerta finanziaria di Edoardo Agnelli, destò notevole attenzione. Le casacche bianche, legate saldamente ai principi dello sport dilettantistico, persero gradualmente la loro risonanza, seguendo una tendenza comune a tutte le squadre del "quadrilatero piemontese", che avevano una volta fornito un fertile terreno di talenti.
Dopo aver conseguito un onorevole quinto posto nella classifica durante la stagione 1928-1929 della Divisione Nazionale, la Pro Vercelli ottenne il biglietto d'ingresso per la prima edizione della prestigiosa Serie A nella stagione 1929-1930. In parallelo, nel 1932, il club abbandonò il suo originario stadio, il "Foro Boario," o "Campo piazza Conte di Torino," per trasferirsi nel nuovissimo impianto situato in via Massaua, inizialmente dedicato all'aviatore Leonida Robbiano.
Fu nei primi anni '30 che emerse la stella del giovane talento Silvio Piola, un eccezionale attaccante che guidò la squadra con maestria per cinque stagioni prima di essere trasferito alla Lazio nel 1934. La partenza del suo prolifero goleador segnò la fine dell'era dorata della Pro Vercelli, che iniziò a perdere smalto e la sua gloria si dissolse gradualmente. Al termine della stagione 1934-1935, il club piemontese retrocesse in Serie B, abbandonando così la Serie A. In onore di Piola, lo stadio "Robbiano" fu dedicato a lui nel 1996, dopo la sua scomparsa.

### La Serie B e il secondo dopoguerra
Una volta caduta in Serie B la Pro Vercelli non fu in grado di combattere per riacquisire un posto in massima serie. Già al termine della stagione 1936-1937 si ritrovò coinvolta nella lotta per non retrocedere in Serie C, da cui uscì indenne solamente dopo una lunga serie di spareggi con Messina, Venezia e Catania. Dopo diverse stagioni di permanenza a centro-classifica, nel 1940-1941 la squadra concluse all'ultimo posto il campionato e crollò in terza serie, categoria dalla quale risalì solamente nel dopoguerra per la riforma del campionato cadetto. Dopo due buoni campionati (1945-1946 e 1946-47), però, la Pro Vercelli fece parte del grande numero di squadre destinate a comporre la Serie C al termine del difficile campionato 1947-1948: la gloriosa Pro non farà ritorno in B prima del 2012.
Già al termine della stagione 1949-1950, dopo uno spareggio perso a Legnano contro il Luino retrocesse in Promozione Interregionale, salvo poi salvarsi per un ripescaggio. La caduta in IV serie fu però rinviata di soli due anni, e nel 1951-1952, in seguito al tentativo della F.I.G.C. di fare anche della Serie C un campionato a girone unico, i vercellesi retrocessero in IV Serie. Nel 1954-1955 il primo posto nel girone portò i bianchi a disputare le finali interregionali, dove furono estromessi, però, al primo turno dal Vigevano. Fu nel 1956-1957 che i bianchi ottennero la promozione in terza serie; l'esperienza durò cinque stagioni: fu un nuovo spareggio, questa volta a Novara contro il Saronno, a sancire il ritorno in Serie D della Pro Vercelli, che nel 1965 cadde anche in Prima Categoria e nel 1967 fu omaggiata della Stella al merito sportivo CONI.

### Anni 1970 e 1980
Nella stagione 1970-1971 la Pro Vercelli diede il via a un emozionante duello per la promozione con la Biellese; le due squadre conclusero appaiate al primo posto il campionato e furono costrette a disputare ben due spareggi, uno a Novara (Vecchio campo di calcio) e l'altro a Torino (Stadio Comunale). Le due vibranti gare, che si conclusero sul 4-4 e sul 2-2, non diedero però un responso e solo il lancio di una moneta sancì il passaggio dei vercellesi in Serie C.

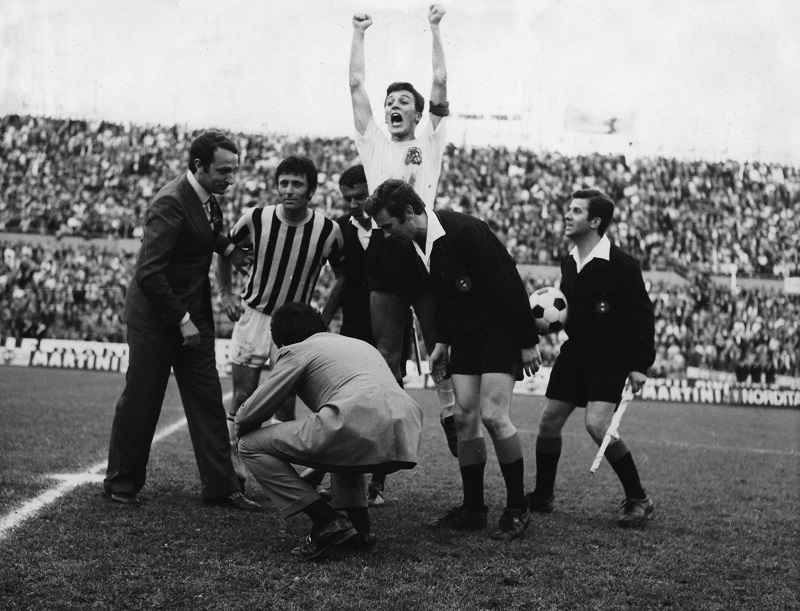
Bruno Rossi esulta dopo il lancio della monetina che fece tornare la Pro Vercelli in Serie C.

L'anno successivo i bianchi si salvarono grazie alla migliore differenza reti nei confronti del Treviso; nel 1975-1976 chiusero il campionato al terzo posto in classifica, anche se fu un potente Monza a beneficiare della promozione. Nel 1977-1978 la riforma del campionato di Serie C vide i bianchi assegnati alla Serie C2 per un solo punto nei confronti di Alessandria e Padova. Inopinatamente, le Casacche Bianche retrocessero l'anno dopo in Serie D, dopo uno spareggio perso con il Legnano. Solo nel 1983-1984, dopo un ennesimo spareggio con la Cairese, la Pro Vercelli risalì dall'Interregionale.

### Anni 1990 e 2000

La rosa vercellese per la stagione 1989-1990, l'ultima prima dell'esclusione dal professionismo e conseguente ripartenza dai dilettanti.

Nel 1990 la Pro Vercelli, guidata dall'allenatore Giuliano Zoratti e dal giovane attaccante Roberto Murgita disputò un ottimo campionato; con il Siena già promosso, erano i bianchi e il Pavia a contendersi l'altra promozione, ritrovatesi appaiate a un turno dalla fine. Ma se il team lombardo, il 3 giugno, riuscì a espugnare di misura il campo della Sarzanese, la Pro Vercelli, che pure vantava la migliore difesa del campionato, crollò clamorosamente a Pontedera, dove i pericolanti padroni di casa vinsero per 6-1. Fu il primo capitolo di un'estate drammatica per il calcio vercellese: la squadra non fu infatti iscritta al successivo campionato per il mancato pagamento di una fidejussione. L'esclusione dal campionato di Serie C2 portò al ripescaggio del Novara, che frattanto aveva perso lo spareggio salvezza proprio con il Pontedera e sembrava destinato per la prima volta a retrocedere nelle categorie dilettantistiche; le Casacche Bianche, dopo aver rischiato la radiazione, riuscirono a iscriversi al campionato di Promozione.
Nel 1994, dopo una difficile risalita, la Pro Vercelli ottenne la Serie C2, vincendo anche lo Scudetto Dilettanti nella doppia finale contro il Giulianova. Da quel momento la squadra è diventata una presenza fissa in C2, partecipando ai play-off per la promozione in due occasioni (1994-1995 e 2000-2001) e, più recentemente, evitando la retrocessione in due casi ai play-out (2002-03 e 2004-2005) e, al termine della stagione 2003-04, grazie a un ripescaggio. Nel 1998 nasce la collana "Grande Album della Pro Vercelli", che propone una visione storico-statistica completa del percorso sportivo del club.

Una formazione della Pro Vercelli 1993-1994 che ottenne il ritorno tra i professionisti.

Il 28 aprile 2004 il Comune di Vercelli acquista il marchio storico della Pro Vercelli, al fine di porlo al riparo da possibili difficoltà societarie: da allora i soggetti che portano avanti la tradizione sportiva "bianca" ne usufruiscono in comodato, rinnovato periodicamente.
In occasione del centenario della conquista del primo scudetto nel 1908, tra l'8 e il 15 settembre 2008 sono stati organizzati una serie di eventi che hanno coinvolto sia la squadra, con tornei giovanili e un'amichevole con il Torino, sia la città, con workshop, mostre, e con l'esposizione della Coppa del Mondo 2006.

### Anni 2010

#### Il derby con la Pro Belvedere e la rifondazione
Dopo anni di precaria situazione economica, la squadra pare aver raggiunto una certa stabilità che le ha garantito buone prestazioni, anche sul campo, nel campionato 2006-07 e nel campionato 2007-08.
La stagione 2009-2010 è stata la sedicesima consecutiva disputata dalla Pro Vercelli in Serie C2/Lega Pro Seconda Divisione (record assoluto di partecipazioni consecutive). In questa stagione, inoltre, si disputa per la prima volta il derby contro la neopromossa Pro Belvedere Vercelli. Le due squadre finiscono per dividersi la posta: all'andata la Pro Vercelli batte la Pro Belvedere per 1-0, mentre nel girone di ritorno lo storico sodalizio bianco viene sconfitto dai gialloverdi con il medesimo punteggio.
Terminata questa annata la situazione economica del club bicciolano torna però ad essere critica: il 30 giugno 2010 la richiesta d'iscrizione alla Lega Pro Seconda Divisione viene formalizzata solo grazie a una raccolta di fondi effettuata in extremis da varie realtà imprenditoriali cittadine, che racimolano i 140 000 euro necessari a comporre la fideiussione. Contestualmente viene paventata la possibilità di un ripescaggio della Pro Belvedere Vercelli (appena retrocessa in Serie D nel medesimo campionato, dando la stura a voci su una possibile unione di forze tra le due squadre.
La situazione però precipita il successivo 16 luglio, allorché la richiesta d'iscrizione della Pro alla quarta serie viene rigettata: a stretto giro, il comune di Vercelli convoca un tavolo tecnico tra dirigenti della Pro Belvedere (che nel mentre si vede formalizzare il ripescaggio tra i professionisti) e i dirigenti residui della Pro (ormai quiescente) al fine di salvare la prestigiosa tradizione sportiva delle bianche casacche.
La soluzione prescelta comporta il "sacrificio" della Pro Belvedere: il 4 agosto 2010 la Pro Vercelli viene definitivamente estromessa dalla Lega Pro e due giorni dopo essa viene formalmente ridenominata Unione Sportiva Vercelli Calcio. Il patron gialloverde Massimo Secondo riesce così a mutare la ragione sociale del Belvedere in Football Club Pro Vercelli 1892, rilevando i marchi e la tradizione sportiva delle bianche casacche. La radiazione della vecchia società (inattiva, ma non ancora fallita) verrà infine decretata, dopo un lungo iter giudiziario, il 19 dicembre 2013.
La "nuova" Pro costruisce una rosa piuttosto giovane, ma di buon tasso tecnico, puntando all'immediata promozione in Prima Divisione. Dalle rose delle squadre dell'anno precedente vengono confermati solo due giocatori (il difensore Claudio Labriola della Pro Vercelli e il terzino Stefano Murante della Pro Belvedere Vercelli), mentre in panchina viene nominato Maurizio Braghin, ex allenatore del Rodengo Saiano, che aveva già allenato la Pro dal 2000 al 2003.
Il debutto della nuova società avviene l'8 agosto, battendo in amichevole per 2-0 il Piacenza, militante in Serie B. In Coppa Italia Lega Pro 2010-2011 sfiora le semifinali, venendo eliminata alla fase a gironi a tre squadre, finendo prima a pari punti col Pisa; passa però la squadra toscana, grazie a una rete in più segnata nel girone.
In campionato nel girone d'andata la Pro Vercelli parte subito alla grande, ma nel girone di ritorno la squadra accusa un calo di prestazioni, ottenendo solo tre vittorie e undici pareggi e arrivando addirittura a perdere in casa con il fanalino di coda Mezzocorona per 0-3, retrocesso la domenica successiva. Il campionato viene vinto dalla neo-promossa Tritium, mentre la Pro chiude il campionato al terzo posto con 52 punti. Nei play-off affronta la Pro Patria, quarta classificata. L'andata a Busto Arsizio vede le bianche casacche soccombere per 5 reti a 2. Al ritorno la Pro Vercelli cercherà di rimontare il risultato dell'andata, ma riuscirà a vincere solo per 2-0 e per un gol viene eliminata.

#### Il ritorno in Serie B dopo 64 anni
Il 4 agosto 2011 la Pro Vercelli ottiene il ripescaggio in Prima Divisione (cui partecipa per la prima volta, anche considerando i campionati con la precedente denominazione di Serie C1) a integrazione di uno dei 5 posti lasciati liberi da Atletico Roma, Ravenna, Salernitana, Lucchese e Gela. Dopo 33 lunghi anni trascorsi tra Serie C2 e leghe dilettantistiche, la Pro torna pertanto nel terzo livello del calcio italiano. L'intelaiatura della squadra della stagione precedente viene preservata e integrata con l'inserimento di numerosi giovani e qualche rinforzo specifico per reparto.
La Pro Vercelli disputa un campionato di vertice, chiudendo la stagione regolare al quinto posto e qualificandosi per i play-off, ove dapprima elimina il Taranto in semifinale e infine, il 10 giugno 2012, supera in finale il Carpi (0-0 all'andata e 3-1 al ritorno), garantendosi la promozione in Serie B a 64 anni di distanza dalla sua ultima apparizione.

#### Altalena tra seconda e terza serie
La permanenza nella serie cadetta delle "bianche casacche" dura però soltanto una stagione: dopo aver trascorso tutto il campionato nella bassa classifica (con un infruttuoso doppio avvicendamento in panchina tra Braghin e Giancarlo Camolese), il 3 maggio dell'anno successivo arriva la matematica certezza della retrocessione in Lega Pro con due partite di anticipo, a seguito della sconfitta per 3 a 1 sul campo del Verona.
Nella stagione 2013-2014 la Pro Vercelli (ora guidata da Cristiano Scazzola) chiude il girone A di Lega Pro Prima Divisione al secondo posto a solo un punto dalla vetta, mancando proprio all'ultima giornata il sorpasso sulla capolista Virtus Entella e qualificandosi per i play-off, ove in finale supera il Südtirol (0-1 a Bolzano e 1-1 a Vercelli), dopo aver eliminato rispettivamente Feralpisalò per 3-0 e Savona (1-2 a Savona e 2-1 a Vercelli), risalendo così immediatamente in Serie B dopo soltanto una stagione di assenza.
Nella successiva stagione la Pro raggiunge la salvezza matematica all'ultima giornata, ove la sconfitta esterna contro il Trapani per 2-1 risulta ininfluente a fronte dei risultati delle squadre concorrenti. Di fatto era stata decisiva la penultima giornata, in cui le bianche casacche avevano pareggiato in casa contro il Bologna per 1-1 grazie al goal segnato negli ultimi minuti da Davide Luppi (avendo tra l'altro giocato buona parte della gara con un uomo in meno). Più o meno analoga risulta l'annata 2015-2016, ove le bianche casacche (complice anche l'avvicendamento in panchina all'8ª giornata tra Scazzola e Claudio Foscarini) chiudono la stagione regolare al 17º posto e centrano nuovamente il mantenimento della categoria.
Più tranquilla si rivela la stagione 2016-2017, nella quale le bianche casacche (guidate in panchina da Moreno Longo, ex tecnico della Primavera del Torino) eccetto alcuni momenti di difficoltà oscillano soprattutto tra 12ª e 16ª posizione, per poi conseguire la matematica salvezza alla penultima giornata grazie al pareggio per 2-2 contro il Brescia. Nel corso della stagione la Pro riesce inoltre (dopo 15 anni senza vittorie) ad aggiudicarsi il sentito derby contro il Novara, superato in casa per 2-1..
La stagione 2017-2018 vede invece la Pro Vercelli navigare sin da subito nei bassifondi della classifica e retrocedere con una giornata di anticipo in Serie C; a nulla valgono quattro cambi in panchina, con Gianluca Grassadonia sostituito da Gianluca Atzori, poi reintegrato e infine definitivamente esonerato in favore di Vito Grieco.
Nella stagione seguente la squadra, affidata al confermato Grieco, ottiene il 5º posto al termine della regular season del girone A in Serie C, totalizzando 64 punti in classifica. Ciò consente ai piemontesi di disputare i play-off: nel primo turno sconfigge l'Alessandria per 3-1, ma è eliminata dopo aver perso in casa per 1-2 contro la Carrarese a seguito di un gol segnato dal giocatore dei toscani Tommaso Biasci al 94'.
L'annata 2019-2020 vede l'arrivo in panchina dell'ex attaccante campione del mondo Alberto Gilardino: la stagione si rivela però interlocutoria, con il patron Massimo Secondo che si dichiara determinato a disimpegnarsi dalla gestione societaria. Di riflesso la Pro, assemblata con risorse contingentate e priva di particolari ambizioni, disputa un campionato di media classifica, rimanendo fuori sia dai playoff che dai playout: al termine della stagione (giunto anticipatamente per via della pandemia di COVID-19) le "bianche casacche" sono quattordicesime.
Nell'estate 2020 viene infine formalizzato l'annunciato cambio di proprietà: il 6 agosto Massimo Secondo annuncia infatti il closing della cessione dell'F.C. Pro Vercelli 1892 a una cordata di imprenditori del settore rubinettiero, formalmente rappresentata dall'avvocato Alex Casella, già direttore sportivo del Carpi e del Gozzano, che assume analoga carica in seno alla società vercellese. Il 28 agosto la presidenza, che dopo il disimpegno di Secondo era transitoriamente passata ad Anita Angiolini (prima donna a ricoprire la carica nella storia delle "bianche casacche"), viene attribuita al manager Franco Smerieri. Le due stagioni seguenti vedono la Pro Vercelli (allenata nel 2020-2021 da Francesco Modesto e nel 2021-2022 da Giuseppe Scienza, poi esonerato in favore di Franco Lerda) disputare campionati di medio-alta classifica, ma senza mai veramente puntare al vertice; in entrambi i casi, il cammino dei bianchi si conclude nelle eliminatorie dei play-off.
Nell'estate 2022 avviene un parziale rimpasto societario: Franco Smerieri passa la carica di presidente a Paolo Pinciroli (già amministratore delegato) e tiene per sé quella di presidente onorario. Al contempo entra nel capitale societario con una quota del 25% (il 75% resta allo stesso Pinciroli) la società Go Reset Sport srl, che esprime Francesco Celiento alla carica di AD. La stagione è però difficile: la Pro Vercelli si trova nella medio-bassa classifica, arrivando anche a sfiorare i play-out: l'avvicendamento in panchina tra Massimo Paci e Massimo Gardano la porta a concludere al 15º posto.
Va molto meglio nella stagione 2023-24 (sempre in Serie C/Girone A): il tecnico Andrea Dossena parte fortissimo nel girone di andata, per poi flettere in quello di ritorno. Si centrano comunque i Play-Off, ma le Bianche Casacche vengono subito eliminate al 1° turno dalla Giana Erminio (3-0 a Gorgonzola). Nel 2024-25, l'incoraggiante partenza (due vittorie nelle prime due giornate) del nuovo allenatore Paolo Cannavaro (coadiuvato dal suo "secondo" in panchina Rolando Bianchi) non viene confermata nel prosieguo. Così, alla 17.a giornata il trainer viene sostituito in panchina dall'ex Como e Alessandria Marco Banchini. Il 25 novembre 2024, al teatro Civico di Vercelli, viene presentata la "Pro Vercelli Hall of Fame". Si tratta della prima analitica in Italia, ovvero ad indicare, anno per anno, i migliori giocatori, tecnici e dirigenti del club vercellese, dal 1892 al 2024.

## Colori e simboli

### Colori
Il colore della maglia casalinga della Pro Vercelli è il bianco mentre i pantaloncini e i calzettoni sono neri. Nelle stagioni 2011-12 e 2012-13 ha giocato le partite in trasferta abitualmente con una tenuta interamente oro mentre la terza maglia era un completo interamente di colore rosso. Nella stagione 2013-14 la divisa da trasferta era rossa mentre la terza maglia nera con una croce rossa. Nella stagione 2014-2015 scompare la divisa rossa, prende il suo posto una divisa color verde evidenziatore.
La prima maglia indossata dalla nazionale italiana nell'esordio era di colore bianco, proprio in onore della Pro Vercelli. Ancora oggi la seconda maglia della nazionale è bianca.

### Simboli ufficiali

#### Stemma

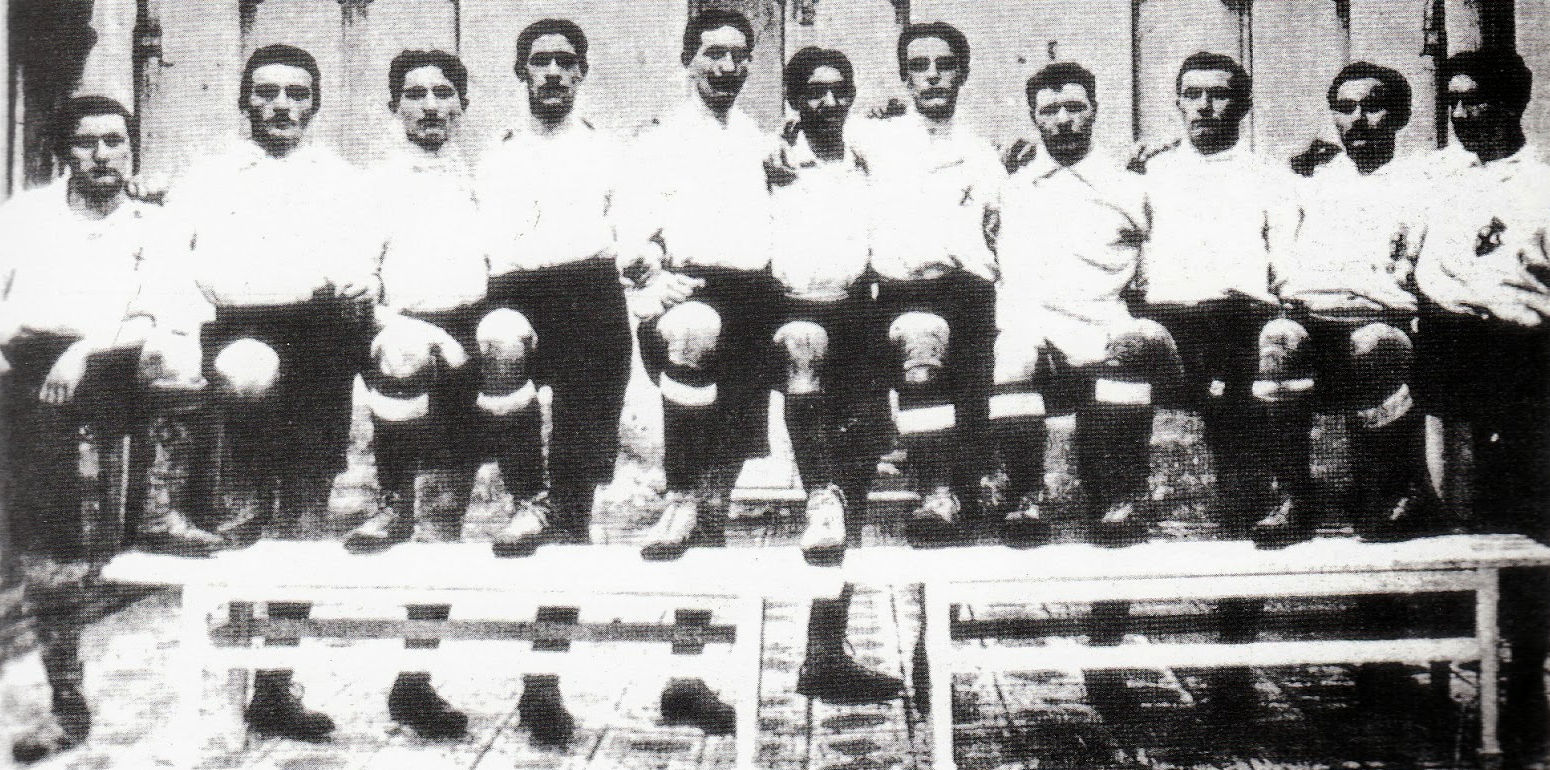
La Pro Vercelli nel 1909: i calciatori vestono la tipica bianca casacca con lo stemma cittadino sul petto

Storicamente la Pro Vercelli non ha mai avuto un vero e proprio logotipo sociale: essa infatti si riconosce simbologicamente nello stemma araldico della città (d'argento alla croce di rosso), che di norma è ricamato sulle divise incorniciato da un motivo decorativo bianco e nero d'ispirazione Art Nouveau, ma senza epigrafi o particolari orpelli.
In ambito istituzionale (ossia al di fuori dell'applicazione sulle maglie) sono segnalate alcune varianti: il sopradetto stemma è stato infatti talora racchiuso in un ancile (entro cui veniva inscritta la denominazione sociale), oppure corredato da elementi evocanti il palmarès del club (i sette scudetti e la stella al merito sportivo); negli anni 2010 è diventata inoltre prassi comune accompagnarlo con la denominazione e l'anno di fondazione del club, riportati rispettivamente in capo e al di sotto dello scudo.
Dal 2004 il marchio storico della Pro Vercelli è di proprietà dell'amministrazione comunale, che lo concede in uso alla società previa corresponsione di un canone simbolico.

#### Inno
Dagli anni 1970 l'inno della Pro Vercelli è il brano Forza Pro, scritto e interpretato ad hoc da Luciano Angeleri.
Nel 2012, in occasione del 120º anniversario di fondazione del club, il cantante Jacopo Massa ha composto un ulteriore inno celebrativo.

#### Mascotte
La mascotte della Pro Vercelli è un leone chiamato Eusebio, dal nome del santo patrono cittadino, donde deriva il soprannome eusebiani associato ai giocatori della squadra.
Tradizionalmente, alla fine di ogni stagione una votazione condotta tra un pool di giornalisti locali attribuisce al miglior giocatore della Pro Vercelli nell'anno trascorso il premio Leone d'Argento Eusebio (una statuetta argentea raffigurante la mascotte del club).

## Strutture

### Stadio

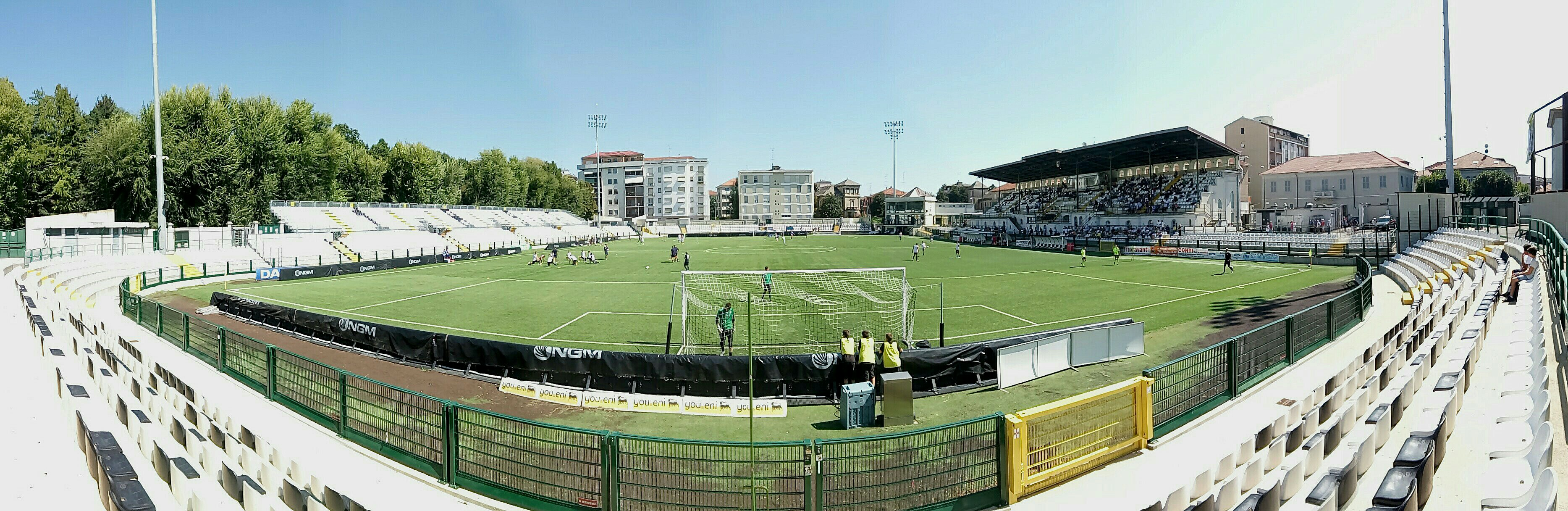
Lo stadio Silvio Piola

Il primo terreno casalingo della Pro Vercelli fu il campo della Fiera (camp ad la fera, in dialetto vercellese), ubicato nel centrale giardino pubblico di piazza Pietro Camana, che all'epoca si chiamava piazza Conte di Torino.
Col passare degli anni esso non risultò più adeguato dal punto di vista infrastrutturale ad accogliere il club. I lavori iniziarono dopo il 1º luglio 1930, data in cui si svolse l'asta per l'assegnazione dell'appalto dei lavori del nuovo campo sportivo, lavori aggiudicati alle ditte Almasio di Trecate e "Bagno" di Vercelli. Il progetto prevedeva una tribuna lunga 80 metri e due piste di atletica; una di 400 metri, l'altra rettilinea..
Sicché nel 1932 venne inaugurato un nuovo stadio, inizialmente chiamato campo Polisportivo Comunale e solo due anni dopo. intitolato all'aviatore Leonida Robbiano. Poi, a seguito di una delibera del comune promulgata nel 1998, al calciatore due volte campione del mondo Silvio Piola, che giocò nella Pro Vercelli dal 1929 al 1934 collezionando 127 presenze e 51 gol..
La capienza, che originariamente arrivava a circa 12 000 spettatori, tra la fine del XX secolo e l'inizio del XXI è stata più che dimezzata, scendendo finanche al di sotto dei 3 000 posti.
A partire dagli anni 2010 l'impianto è stato radicalmente ristrutturato. Nell'estate del 2011 la Pro Vercelli, con l'aiuto del comune, provvede a sostituire il manto erboso con un fondo sintetico di ultima generazione, a rimuovere le vecchie recinzioni, a rinnovare la gradinata nord, a ristrutturare gli spogliatoi e a potenziare l'impianto luminoso. Nella stagione 2011-2012 la curva ovest viene chiusa per tutta la durata del campionato onde consentirne i lavori di ristrutturazione.
Ulteriori e più consistenti lavori sono stati messi in opera nel 2012 per adeguare lo stadio alle normative della Serie B, in cui la Pro Vercelli è tornata dopo 64 anni d'assenza. Sono stati dotati di seggiolini tutti i settori dello stadio, è stata finalmente aperta la curva ovest, è stata completamente ristrutturata la palazzina degli spogliatoi, è stato potenziato l'impianto di illuminazione e la recinzione. Per consentire lo svolgimento di tutti i lavori previsti, dall'inizio del campionato e fino al 14 ottobre 2012 la Pro Vercelli ha disputato le partite casalinghe allo stadio Leonardo Garilli di Piacenza, ritornando al Piola il 20 ottobre per la partita contro il Padova.
Dopo la salvezza in Serie B ottenuta dalle bianche casacche nel maggio 2015, lo stadio è stato ulteriormente ampliato: la capienza è aumentata a 5 500 posti.

### Centro di allenamento
Gli allenamenti della squadra si svolgono quotidianamente allo stadio Silvio Piola, mentre il settore giovanile utilizza il centro sportivo Mario Ardissone di Via Vicenza.

## Società
Al 30 agosto 2022 le quote della società a responsabilità limitata F.C. Pro Vercelli 1892 sono controllate al 75% dal presidente Paolo Pinciroli e al 25% dalla Go Reset Sport srl, espressione dell'amministratore delegato Francesco Celiento.

### Organigramma societario
Di seguito è riportato lo staff amministrativo della squadra, aggiornato al 23 settembre 2022.
- Paolo Pinciroli - Presidente
- Franco Smerieri - Vice Presidente
- Francesco Celiento - Amministratore delegato
- Francesco Musumeci - Direttore sportivo
- Loris Bolzoni - Segretario generale
- Christian Peretti - Area legale, rapporti con la lega e SLO
- Gianluca Pinciroli - Club manager
- Franca Alberganti - Responsabile amministrativa
- Alessandro Gardano - Responsabile del settore giovanile
- Alessandro Piccica - Direttore marketing e ufficio stampa
- Vittoria Marando - Ufficio marketing
- Mariagrazia Zecca - Ufficio marketing
- Alessandro Marcioni - Ufficio marketing
- Donato D'Elia - Direttore commerciale
- Marco Lussoso - Fotografo ufficiale
- Mattia Serchione - Social Media Manager
- Irene Villarboito - Responsabile vendita merchandising

### Sponsor
Di seguito la cronologia dei fornitori tecnici e degli sponsor ufficiali.
| Cronologia degli sponsor tecnici - 1981-2000 ... - 2000-2004 Erreà - 2006-2009 Joma - 2009-2010 Kappa - 2010-2020 Erreà - 2020-2023 EYE Sport - 2023- Zeus Sport | Cronologia degli sponsor ufficiali - 1981-1983 M.t.a. - 1984-1985 Officine Beyot - 1985-1988 Piemonte Finleasing - 1988-1990 F.lli Schellino - 1991-1992 Vogliazzi - 1992-1993 C.a.m.t - 1994-1995 Deoflor - 1997-1999 Conad - 1999-2003 L'Arciere - 2003-2004 Erreà - 2004-2007 Atena - 2007-2008 Redil/Biverbanca - 2008-2009 Biverbanca - 2009-2010 Biverbanca/BioStrada - 2010-2012 Biverbanca/Biancamano - 2012-2013 Biancamano, Riso Viazzo - 2013-2014 Senior Service - 2014-2015 Riso di Pasta/Senior Service/Punto Service/NGM (sponsor istituzionale) - 2015-2016 GLI-Gestione Logistica Interna/Amteco - 2016-2017 Meeting Art - 2017-2018 PGO Group SpA/ MediatechShop - 2018-2019 Puntoservice - 2019-2020 Nessuno sponsor - 2020-2023 Rubinetterie Condor - 2023-2024 Rubinetterie Condor/ISCC Fintech - 2024-oggi Rubinetterie Condor |

### Settore giovanile
Tra i maggiori successi del settore giovanile della Pro Vercelli vi è la vittoria della prima edizione del Torneo Internazionale Carlin's Boys di Sanremo, conseguito dalla formazione Juniores nel 1947.

## Diffusione nella cultura di massa
La squadra viene citata in una scena del film Delitto al Blue Gay (1984, regia di Bruno Corbucci), in cui Lella (Bombolo) afferma che per stare con l'ispettore Nico Giraldi (Tomas Milian) ha lasciato "il centro-attacco della Pro Vercelli".

## Allenatori e presidenti
- 1906  Marcello Bertinetti e  Giuseppe Milano
- 1907-1908  Marcello Bertinetti
- 1909-1914  Giuseppe Milano
- 1919-1921  Guido Ara
- 1921-1924  Guido Ara e  Giuseppe Parodi
- 1924-1926  Marcello Bertinetti,  Guido Ara e  Giuseppe Milano
- 1926-1929  Rudolf Soutschek
- 1929-1932  József Nagy
- 1932-1934  Guido Ara
- 1934-1935  Andrea Balzaretti (1ª-7ª) 
 Pietro Leone (8ª-30ª)
- 1935-1936  Andrea Balzaretti (1ª-?ª) 
 Giuseppe Milano (?ª-34ª)
- 1936-1939  Ivo Fiorentini
- 1939-1940  Afro De Pietri
- 1940-1941  Afro De Pietri (1ª-?ª) 
 Marino Frova (?ª-34ª)
- 1941-1942  Rudolf Soutschek
- 1942-1946  Luigi Bajardi
- 1946-1948  Antonio Janni
- 1948-1949  Michele Balazsovics
- 1949-1950  Giacinto Ellena
- 1950-1951  Rudolf Soutschek
- 1951-1952  Mario Pedrale
- 1952-1954  Teobaldo Depetrini
- 1954-1956  János Neu
- 1956-1957  Pietro Scamuzzi (1ª-?ª) 
 Paolo Todeschini (?ª-34ª)
- 1957-1958  Paolo Todeschini
- 1958-1959  Paolo Todeschini (1ª-?ª) 
 Giuseppe Cavanna (?ª-42ª)
- 1959-1960  Piero Castello
- 1960-1961  Franco Pedroni (1ª-11ª) 
 Giuseppe Donna e  Franco Russi (12ª-34ª)
- 1961-1962  Giuseppe Donna (1ª-?ª) 
 Teobaldo Depetrini (?ª-34ª)
- 1962-1964  Valeriano Ottino
- 1964-1965  Valeriano Ottino (1ª-?ª)
 Sergio Bellomo (?ª-34ª)
- 1965-1966  Walter Carasso (1ª-?ª)
 Tiberio Manzini (?ª-?ª)
 Tiberio Manzini e  Balossino (?ª-34ª)
- 1966-1967  Angelo Franzosi (1ª-?ª)
 Sergio Bellomo (?ª-34ª)
- 1967-1969  Livio Bussi
- 1969-1971  Raffaele Cuscela
- 1971-1972  Raffaele Cuscela (1ª-?ª)
 Sergio Bellomo (?ª-?ª)
 Kurt Hamrin (?ª-?ª)
 Sergio Bellomo (?ª-34ª)
- 1972-1973  Sergio Bellomo
- 1973-1974  Luciano Sassi
- 1974-1975  Luciano Sassi (1ª-28ª)
 Bruno Fornasaro (29ª-38ª)
- 1975-1976  Bruno Fornasaro
- 1976-1977  Sergio Vatta (1ª-?ª)
 Antonio Montico (?ª-38ª)
- 1977-1978  Bruno Mazzia (1ª-?ª)
 Carlo Facchini (?ª-38ª)
- 1978-1979  Carlo Soldo (1ª-?ª)
 Antonio Montico (?ª-?ª)
 Pierluigi Limberti (?ª-34ª)
- 1979-1980  Pierluigi Limberti (1ª-?ª)
 Antonio Piquè (?ª-?ª)
 Antonio Montico (?ª-34ª)
- 1980-1982  Natale Nobili
- 1982-1983  Luigino Vallongo (1ª-?ª)
 Raffaele Cuscela (?ª-30ª)
- 1983-1985  Giovanni Sacco
- 1985-1986  Natalino Fossati (1ª-?ª)
 Franco Balocco (?ª-?ª)
 Oscar Massei (?ª-34ª)
- 1986-1990  Giuliano Zoratti
- 1990-1991  Paolo Sollier
- 1991-1992  Giovanni Sacco (1ª-?ª)
 Paolo Tonelli (?ª-34ª)
- 1992-1995  Sergio Caligaris
- 1995-1996  Bruno Baveni (1ª-?ª)
 Maurizio Codogno (?ª-34ª)
- 1996-1997  Maurizio Codogno (1ª-23ª)
 Dino D'Alessi (24ª-34ª)
- 1997-1998  Sergio Caligaris (1ª-20ª)
 Dino D'Alessi (21ª-34ª)
- 1998-1999  Gianfranco Motta
- 1999-2000  Gianfranco Motta (1ª-?ª)
 Agatino Cuttone (?ª-34ª)
- 2000-2002  Maurizio Braghin
- 2002-2003  Renzo Gobbo
- 2003-2004  Felice Secondini (1ª-?ª)
 Nello Santin (?ª-34ª e play-out)
- 2004-2005  Fabrizio Viassi (1ª-?ª)
 Luciano Filippi (?ª-?ª)
 Fabrizio Viassi (?ª-34ª e play-out)
- 2005-2006  Giuseppe Brucato
- 2006-2007  Giuseppe Brucato (1ª-23ª)
 Walter Demaria (24ª)
 Roberto Galia (25ª-34ª)
- 2007-2008  Marco Torresani (1ª-16ª)
 Gianluca Gaudenzi (17ª-34ª)
- 2008-2009  Gianluca Gaudenzi (1ª-9ª)
 Gianfranco Motta (10ª-34ª)
- 2009-2010  Marco Sesia
- 2010-2012  Maurizio Braghin
- 2012-2013  Maurizio Braghin (1ª-9ª)
 Giancarlo Camolese (10ª-22ª)
 Maurizio Braghin (23ª-42ª)
- 2013-2015  Cristiano Scazzola
- 2015-2016  Cristiano Scazzola (1ª-7ª)
 Claudio Foscarini (8ª-42ª)
- 2016-2017  Moreno Longo
- 2017-2018  Gianluca Grassadonia (1ª-19ª)
 Gianluca Atzori (20ª-22ª)
 Gianluca Grassadonia (23ª-40ª)
 Vito Grieco (41ª-42ª)
- 2018-2019  Vito Grieco
- 2019-2020  Alberto Gilardino
- 2020-2021  Francesco Modesto
- 2021-2022  Giuseppe Scienza (1ª-17ª)
 Franco Lerda (18ª-38ª e play-off)
- 2022-2023  Massimo Paci (1ª-28ª) 
 Massimo Gardano (29ª-38ª)
- 2023-2024  Andrea Dossena
- 2024-2025  Paolo Cannavaro (1ª-16ª)
 Marco Banchini (17ª-38ª)
 Massimo Gardano (play-out)

- 1887-1896  Domenico Luppi
- 1896-1927  Luigi Bozino
- 1928-1930  Fulvio Tommasucci
- 1930-1932  Mario Sandri
- 1932-1934  Secondo Ressia
- 1934-1935  Secondo Ressia
 Frova
 Luigi Bozino
- 1935-1937  Luigi Bozino
- 1937-1940  Antonio Bodo
- 1940-1941  Primino Pretti
 Frova
- 1941-1943  Silvio Viazzo
- 1945-1946  Franco Bianchi
- 1946-1948  F.B. Martina
- 1948-1949  Franco Bianchi
- 1949-1950  Franco Bianchi
 Pellizzaro
 Marcello Bertinetti
- 1950-1951  Marcello Bertinetti
- 1951-1956  Francesco Frola
- 1956-1957  Guido De Marchi
- 1957-1962  Silvio Viazzo
- 1962-1963  Gioacchino Barbonaglia
- 1963-1967  Carlo Ranghino
- 1967-1971  Francesco Frola
- 1971-1973  Gian Aldo Arnauld
- 1973-1979  Ettore Baratto
 Gianluigi Gianella
- 1979-1980  Rossi
 Vanzini
- 1980-1990  Giuseppe Celoria
- 1990-1997  Ezio Rossi
- 1997-1999  Ottavio Trucco
- 1999-2002  Bartolomeo Prunelli
- 2002-2002  Giovanni Pirovano
- 2003-2003  Daniele Cirio
- 2003-2003  Alberto Bissi
- 2004-2004  Franco Casalino
- 2005-2005  Domenico Cardona
- 2005-2010  Vero Paganoni
- 2010-2020  Massimo Secondo
- 2020  Anita Angiolini (pro tempore)[44]
- 2020-2022  Franco Smerieri
- 2022-2025  Paolo Pinciroli
- 2025-oggi  Ludovic Deléchat

## Calciatori
Tra i calciatori più rappresentativi che militarono nelle file del club si citano il difensore Virginio Rosetta e gli attaccanti Silvio Piola e Pietro Ferraris, tutti e tre laureatisi campioni del mondo con la Nazionale italiana guidata da Vittorio Pozzo.

### Contributo alle Nazionali

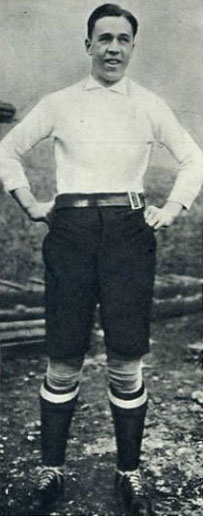
Virginio Rosetta, 57 convocazioni in nazionale maggiore

Di seguito è riportata la lista dei calciatori che durante il periodo di militanza nella Pro Vercelli sono stati convocati nella nazionale di calcio italiana.
- Mario Ardissone
- Guido Ara
- Felice Berardo
- Angelo Binaschi
- Francesco Borello
- Carlo Corna
- Giovanni Innocenti
- Pietro Leone
- Francesco Mattuteia
- Felice Milano
- Giuseppe Milano
- Giuseppe Parodi
- Alessandro Rampini
- Carlo Rampini
- Virginio Rosetta
- Severino Rosso
- Modesto Valle
- Mario Zanello

Convocati in nazionale U-21 italiana:
- Alberto Masi

Convocati in nazionale U-19 italiana:
- Cristian Bunino[73]
- Matteo Rizzo

## Palmarès

### Competizioni nazionali
- Campionato italiano: 7

1908, 1909, 1910-1911, 1911-1912, 1912-1913, 1920-1921, 1921-1922
- Seconda Categoria:

Campione d'Italia: 1 (1907)
Campione FIF: 1 (1908)
- Scudetto Dilettanti: 1

1994

### Altre competizioni
- Palla Dapples: 3

1908

### Competizioni interregionali
- IV Serie: 2

1954-1955 (girone A), 1956-1957 (girone A)
- Serie D: 1

1970-1971 (girone A)
- Campionato Interregionale: 1

1983-1984 (girone A)
- Campionato Nazionale Dilettanti: 1

1993-1994 (girone A)

### Competizioni nazionali riserve
- Seconda Categoria: 2 [74]

1909 (italiano), 1910-1911

### Competizioni regionali
- Terza Categoria: 1 - Piemonte[75]

1910-1911

### Competizioni giovanili
- Torneo Internazionale Carlin's Boys: 1

1947

### Altri piazzamenti
- Serie C:

Secondo posto: 1942-1943 (girone E)
- Lega Pro Prima Divisione:

Secondo posto: 2013-2014 (girone A)
Vittoria play-off: 2011-2012 (girone A)
- IV Serie:

Secondo posto: 1953-1954 (girone A), 1955-1956 (girone A)
- Serie D:

Secondo posto: 1967-1968 (girone A), 1969-1970 (girone A)
- Campionato Interregionale:

Secondo posto: 1982-1983 (girone A)
- Promozione:

Secondo posto: 1990-1991 (girone A)

## Statistiche e record

### Partecipazione ai campionati
| Livello | Categoria                 | Partecipazioni | Debutto   | Ultima stagione | Totale |
| ------- | ------------------------- | -------------- | --------- | --------------- | ------ |
| 1º      | Prima Categoria           | 10             | 1907-1908 | 1920-1921       | 24     |
| 1º      | Prima Divisione           | 5              | 1921-1922 | 1925-1926       | 24     |
| 1º      | Divisione Nazionale       | 3              | 1926-1927 | 1928-1929       | 24     |
| 1º      | Serie A                   | 6              | 1929-1930 | 1934-1935       | 24     |
| 2º      | Seconda Categoria         | 2              | 1905-1906 | 1906-1907       | 15     |
| 2º      | Serie B                   | 13             | 1935-1936 | 2017-2018       | 15     |
| 3º      | Serie B-C Alta Italia     | 1              | 1945-1946 | 1945-1946       | 29     |
| 3º      | Serie C                   | 26             | 1941-1942 | 2024-2025       | 29     |
| 3º      | Lega Pro Prima Divisione  | 2              | 2011-2012 | 2013-2014       | 29     |
| 4º      | Serie C2                  | 24             | 1978-1979 | 2010-2011       | 38     |
| 4º      | Serie D                   | 9              | 1962-1963 | 1970-1971       | 38     |
| 4º      | IV Serie                  | 5              | 1952-1953 | 1956-1957       | 38     |
| 5º      | Serie D                   | 5              | 1979-1980 | 1993-1994       | 8      |
| 5º      | Campionato Interregionale | 3              | 1981-1982 | 1983-1984       | 8      |

La Pro ha disputato 111 stagioni sportive nazionali, di cui 89 proto o pienamente professionistiche, compresi 18 campionati di Prima Categoria, Prima Divisione e Divisione Nazionale (A), 2 campionati di Seconda Categoria, 1 campionato di Serie B-C Alta Italia giocato come squadra di C e 24 campionati di Serie C2. È esclusa l'annata 1990-91, nella quale la Pro partecipò al campionato di Promozione del Piemonte, il più basso della sua storia.

### Campionati regionali
| Livello | Categoria  | Partecipazioni | Debutto   | Ultima stagione | Totale |
| ------- | ---------- | -------------- | --------- | --------------- | ------ |
| I       | Promozione | 1              | 1990-1991 | 1990-1991       | 1      |

### Statistiche individuali
| Record di presenze - 354 Mario Ardissone - 310 Luciano Vellano - 306 Italo Bolzoni - 292 Franco Balocco - 279 Mario Zanello - 276 Edoardo Jussich - 274 Luigi Stara - 268 Biagio Rossi - 251 Raimondo Cantone - 240 Piergiorgio Castellazzi - 230 Mauro Sadocco - 223 Achille Dellarole | Record di reti - 106 Carlo Rampini I - 82 Alessandro Rampini II - 78 Paolo Tonelli - 74 Mario Ardissone - 59 Pierluigi Bosisio - 54 Gianmario Comi - 53 Luigi Bajardi I - 52 Luigi Casalino - 51 Silvio Piola - 47 Mario Zanello - 46 Giuseppe Pozzo - 38 Ettore Marchi |

## Tifoseria

### Storia
Per gran parte della sua lunga storia, la Pro Vercelli ha sempre avuto un pubblico numeroso e appassionato per essere la squadra di una piccola città come Vercelli, posta a pochi chilometri di distanza dalle grandi compagini metropolitane di Torino e Milano. Fino agli anni 1990, lo stadio Silvio Piola ha sempre registrato un numero di spettatori elevato in rapporto alla popolazione cittadina, persino nelle categorie minori: non di rado accadeva che i tifosi, a spalti esauriti, si arrampicassero sugli alberi di piazza Camana pur di assistere alla partita. Si cita poi quanto accaduto in occasione del doppio spareggio della stagione 1970-1971 di Serie D contro la Biellese: alla partita d'andata, giocata allo stadio comunale di Novara, presenziarono oltre 15.000 spettatori tra vercellesi e biellesi, mentre nel ritorno al comunale di Torino il pubblico fu di oltre 20.000 persone. Le crisi societarie e i cali di rendimento occorsi tra gli anni 1990 e i primi anni 2000 hanno "raffreddato" la passione verso la Pro Vercelli, diradando le presenze allo stadio nell'ordine delle poche centinaia.
Il tifo organizzato vercellese (che ha la sua "sede" nella curva ovest dello stadio cittadino) nasce nei primi anni 1980, con la formazione di gruppi pionieristici come White Riot, Lions e Ultras. Nel 1986 a essi si aggiungono i Weiss Brigaden, poi scomparsi a seguito della radiazione della società nel 1990; i componenti di questa fazione finiscono per accasarsi in un altro gruppo, dando vita agli Eternamente Leoni. Intorno al biennio 1993-1994 nascono i gruppi Vercelli Front e i N.e.d.o, seguiti nella stagione seguente dalle ricostituite Weiss Brigaden. Nel 1999 vengono alla luce le formazioni Boys, Nuova Guardia e gli Ultras Vercelli. Nel corso degli anni cambiano i nomi dei gruppi-guida: ad esempio nei primi anni 2000 acquista una certa importanza la Gioventù Bianca, che però ha vita breve. Nel 2004 nascono i White Lions, nucleo che più di tutti riesce ad accomunare le diverse generazioni dei frequentatori della curva ovest. A seguito dell'irrigidimento normativo verso le tifoserie organizzate, specie dopo i fatti di Catania del 2007, essi decidono di non esporre più lo striscione e di presenziare alle partite senza segni identificativi, per poi sciogliersi nell'agosto del 2008. La curva ovest rimane perciò senza collettivi: si registrano alcuni effimeri tentativi di riorganizzazione, i quali però hanno scarsa fortuna. In questo contesto si registra peraltro la forte contestazione nei confronti della società concittadina Pro Belvedere: il 20 settembre 2009, a seguito della partita (bollata dai tifosi bianchi come "farsa") scoppiano violenti tafferugli nei dintorni dello stadio, cui fa seguito sette giorni dopo una manifestazione illecita di protesta, con susseguenti diffide e denunce a carico di diversi soggetti correlati alla tifoseria.
Solo con il nuovo corso della F.C. Pro Vercelli e il fallimento della vecchia U.S. Pro Vercelli si assiste alla rinascita del tifo organizzato vercellese, prima con un gruppo di giovani chiamati Giovani Leoni e poi, nel 2010, con la costituzione del West Side, gruppo che trainerà la ovest per i successivi tre anni. Al contrario dei White Lions, questa formazione si dimostra più moderata, aderendo alla Tessera del Tifoso e registrando striscioni e bandiere nell'albo dell'Osservatorio allo Sport del Viminale. Con alla guida il West Side e altri gruppi minori, la curva torna a riempirsi, sia "in casa" che in trasferta, grazie anche allo storico ritorno della squadra in Serie B. Tuttavia, a causa dell'immediata retrocessione, la passione ritrovata subisce una brusca flessione, soprattutto in curva, dove si abbattono ancora numerosi Daspo a seguito degli scontri contro gli ultras novaresi nel derby dell'11 maggio 2013; al contempo iniziano a serpeggiare alcuni dissidi interni al tifo organizzato. Tra il 2012 e il 2014, infatti, il West Side perde progressivamente il controllo della curva a favore del gruppo Old Style, nato in seguito alla prima promozione in Serie B e politicamente schierato a destra. La vincita dei play-off da parte della squadra e il conseguente ritorno nella serie cadetta del 2014 sembrano ricompattare l'ambiente, con la curva e l'intero stadio che registrano numeri importanti per la piccola realtà vercellese, ma già l'anno successivo le tensioni nella tifoseria organizzata aumentano. Si tenta di arginare i problemi che contrappongono i tanti piccoli gruppi formatisi in curva costituendo un'unica formazione dietro lo striscione Curva Ovest, dalla quale si dissociano soltanto gli Old Style. L'esperimento però ha vita breve e termina dopo un anno, lasciando ancora una volta il tifo organizzato vercellese senza una vera e propria guida. Nell'annata 2015-2016, a causa di incomprensioni, forti dissidi e differenti visioni sulla pratica del tifo ultrà, la situazione in curva degenera: molti tifosi "storici" scelgono di non prendervi più posto. Il tifo e la presenza, sia "in casa" che in trasferta, latitano per lunghi tratti della stagione, ritrovando entusiasmo soltanto in occasione dei due derby con il Novara e nel finale di campionato, in particolare nell'ultima partita contro il Cagliari, con 5.400 spettatori e lo stadio praticamente esaurito.
Dall'estate 2017 una porzione sempre più consistente della tifoseria vercellese si trova in rotta di collisione con la dirigenza societaria. La fallimentare stagione 2017-2018, terminata con la retrocessione della squadra in Serie C, il ridimensionamento degli obiettivi nella stagione 2018-2019 e ancora di più nella stagione 2019-2020, la messa in vendita societaria da parte del "patron" Massimo Secondo, oltre alla mancanza di comunicazione tra società e tifoseria, hanno contribuito a creare un progressivo scollamento tra la Pro Vercelli e il suo pubblico, sino al definitivo passaggio di proprietà alla nuova dirigenza avvenuto nell'estate 2020.
In seguito alla Pandemia di COVID-19 e alla riapertura degli stadi al pubblico, come molti altri gruppi ultras in Italia, il tifo organizzato vercellese si è apertamente schierato contro le nuove regole di accesso e permanenza negli impianti sportivi. Attualmente, dopo un periodo di assenza volontaria nel corso della stagione 2021-2022, soltanto il gruppo West Side ha deciso di tornare a tifare attivamente sia in curva ovest che in trasferta.
A seguito dei disordini avvenuti prima del derby Novara-Pro Vercelli del 24 settembre 2024 in corrispondenza del "Bar Novara", usuale ritrovo della tifoseria novarese, il gruppo West Side è stato colpito da svariati provvedimenti di Daspo da un minimo di 4 anni a un massimo di 6, che hanno duramente minato al suo direttivo.

### Gemellaggi e rivalità
La tifoseria della Pro Vercelli è gemellata con quella della Pro Sesto e intrattiene buoni rapporti con le curve di Benevento, Gozzano, Giulianova e Belluno. Altre amicizie erano quelle con Rondinella Firenze e Viareggio. In tempi recenti si è consolidato il rapporto di amicizia con i tifosi del Sociedade Esportiva Palmeiras, squadra fondata nel 1914 proprio in occasione di una tournée in Brasile della Pro Vercelli.
I tifosi delle bianche casacche coltivano invece rapporti di rivalità con i tifosi di Novara, Casale, Alessandria e Biellese. Rivalità minori, più o meno sentite, sono poi quelle con Pavia, Olbia, Sanremese, Legnano, Pro Patria, Virtus Entella.
Si segnala infine l'ostilità dei tifosi delle Bianche Casacche nei confronti dell'Inter a causa dello spareggio disputato nella Prima Categoria 1909-1910 che è costato il titolo alla società vercellese.

## Organico

### Rosa 2025-2026
Aggiornata all'11 agosto 2025.
| N. |                    | Ruolo | Calciatore          |
| -- | ------------------ | ----- | ------------------- |
|    | Italia (bandiera)  | P     | Alessandro Ghisleri |
|    | Italia (bandiera)  | P     | Lorenzo Lancellotti |
|    | Italia (bandiera)  | P     | Pietro Passador     |
|    | Italia (bandiera)  | P     | Nicolò Vaccarezza   |
|    | Romania (bandiera) | D     | Andrei Anton        |
|    | Italia (bandiera)  | D     | Alessandro Carosso  |
|    | Italia (bandiera)  | D     | Gianluca Clemente   |
|    | Italia (bandiera)  | D     | Luca Coccolo        |
|    | Italia (bandiera)  | D     | Cristiano Furno     |
|    | Italia (bandiera)  | D     | Stefano Marchetti   |
|    | Italia (bandiera)  | D     | Matteo Martiner     |
|    | Italia (bandiera)  | D     | Niccolò Ronchi      |
|    | Italia (bandiera)  | D     | Lorenzo Tarantola   |
|    | Senegal (bandiera) | D     | Mouhamadou Thiam    |

| N. |                        | Ruolo | Calciatore                |
| -- | ---------------------- | ----- | ------------------------- |
|    | Italia (bandiera)      | C     | Angelo Burruano           |
|    | Italia (bandiera)      | C     | Simone Emmanuello         |
|    | Italia (bandiera)      | C     | Ilario Iotti              |
|    | Italia (bandiera)      | C     | Emiliano Pino             |
|    | Italia (bandiera)      | C     | Leonardo Piran            |
|    | Italia (bandiera)      | C     | Mattia Rutigliano         |
|    | Senegal (bandiera)     | C     | Asane Sow                 |
|    | Francia (bandiera)     | A     | Jean-Guy Akpa Akpro       |
|    | Italia (bandiera)      | A     | Gianmario Comi (capitano) |
|    | Italia (bandiera)      | A     | Giuseppe Coppola          |
|    | Italia (bandiera)      | A     | Filippo Gheza             |
|    | Paesi Bassi (bandiera) | A     | Mohamed Mallahi           |
|    | Egitto (bandiera)      | A     | Omer Shaker               |
|    | Senegal (bandiera)     | A     | Ousseynou Sow             |

### Staff tecnico
Di seguito è riportato lo staff tecnico della squadra:
- Michele Santoni - Allenatore
- Dijar Kasim - Vice allenatore
- Youssef Fertout - Collaboratore tecnico
- Davide Grimaldi - Preparatore atletico
- Lorenzo Tonello - Recupero infortunati
- Leonardo Buggin - Preparatore dei portieri
- Alessandro Borasio - Match analyst
- Carlo Covellone - Fisioterapista
- Stefano Ravetto - Fisioterapista